# يو إف سي ليلة القتال: ماغوميدشاريبوف ضد كتار
يو إف سي ليلة القتال: ماغوميدشاريبوف ضد كتار (بالإنجليزية: UFC Fight Night: Magomedsharipov vs. Kattar)‏ هو حدث لفنون القتال المختلطة نظمته يو إف سي، أُقيم في تاريــــــــــخ 2019، على سيسكا أرينا في موسكو، روسيا.